# Västra Skedvi landskommun
Västra Skedvi landskommun var en tidigare kommun i Västmanlands län.

## Administrativ historik
Kommunen inrättades i Västra Skedvi socken i Åkerbo härad i Västmanland när 1862 års kommunalförordningar trädde i kraft den 1 januari 1863.
Vid kommunreformen 1952 gick den upp i Medåkers landskommun. Området tillhör sedan 1971 Köpings kommun.